# Pruno (Cilento)
Pour les articles homonymes, voir Pruno (homonymie).

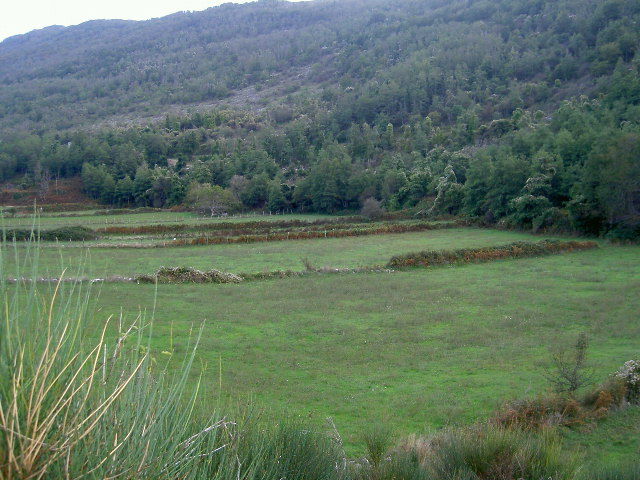
Plaine de Roti

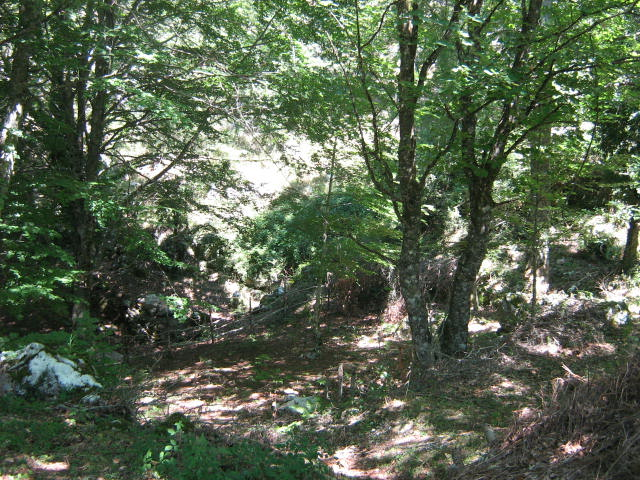
Bois à la Croix de Pruno

Pruno est un hameau italien  (frazione), de trois villages ruraux des communes de la Valle dell'Angelo, Laurino et Piaggine, située en province de Salerne (Campanie) et qui comprend une  forêt au cœur du Cilento, une des plus grandes de l'Italie du Sud et trois villages ruraux.

## Histoire
Pruno est habité depuis des siècles par des fermiers. Il a eu deux périodes d'émigration lors de la fin du XIXe et lors de la deuxième moitié du XXe siècle.

## Géographie
Pruno est située au sud de la province de Salerne, dans  le parc national du Cilento et du Val de Diano. La forêt est située entre les montagnes du Gelbison et du Cervati, d'une altitude comprise entre 600 et 1 300 m. Le secteur est prolongé également dans les communes de Valle dell'Angelo, Laurino et Piaggine et aussi dans Cannalonga, Campora, Rofrano, Sanza, Novi Velia et Monte San Giacomo. Les sommets en sont le Vesalo, le Monaco, le Faiatella, le Scanno del Tesoro, la Raia del Pedale et Tuzzi di Monte Piano. S'y trouvent les chutes de la rivière Calore et quelques cavernes avec des gravures rupestres. Le centre en  est connu comme Croce di Pruno (Croix de Pruno), un carrefour entre la route provinciale Piaggine-Rofrano  et celle de chemins menant vers Laurino. Les plaines importantes sont le Piana de Roti et celle de Campolongo.

## Village rural
La population dans les villages de Pruno s'élève à environ 40 habitants. Il peut être considéré comme un village singulier divisé en 3 parts.
- Pruno di Laurino est situé long de la route Piaggine-Rofrano, au sud de Croix de Pruno. Il se compose d'un groupe d'environ 15 fermes dispersées et est peuplée par 25 personnes. Tout près du village se trouve une gorge avec quelques petites cavernes (Grotte di Sant'Elena) et le village a subi le  Brigantaggio (brigandage)[1] dans la première moitié du XIXe siècle car refuge de la  bande des brigands guidés par Giuseppe Tardio[2].
- Pruno di Valle dell'Angelo est un village rural, un des derniers en Europe. Il est situé dans un courbe de la route Piaggine-Rofrano par Cannalonge, voisin d'une gorge appelée Quarantana. Il se compose d'environ 8 fermes et est peuplé par seulement 12-15 personnes âgées, avec un rythme de la vie semblable à celui du XIXe siècle[3], où l'énergie électrique n'a été apportée qu'en 1992. La communauté, vivant d'élevage et d'agriculture, est autarcique et le village est signalé pour son intérêt touristique.
- Pruno di Piaggine est un petit village sur la courbe de Pruno di Valle dell'Angelo menant à Rofrano. Il se compose de quelques fermes dispersées et d'une population de 10 habitants.

## Sources
- (en) Cet article est partiellement ou en totalité issu de l’article de Wikipédia en anglais intitulé « Pruno (Cilento) » (voir la liste des auteurs).